# Državna cesta D414
D414 je državna cesta u Hrvatskoj. Ukupna duljina iznosi 64,7 km.

## Vanjske poveznice
|  | Zajednički poslužitelj ima još gradiva o temi Državna cesta D414 |